# مايكروسوفت داينامكس 365
مايكروسفت داينامكس (بالإنجليزية: Microsoft Dynamics 365)‏ هو نظام إدارة علاقة العملاء من مايكروسفت. مجموعة من البرامج المتخصصة في إدارة وتخطيط موارد الشركات من النواحي المالية والإدارية والمشتريات والمبيعات وإدارة المخازن والتصنيع وإدارة المشاريع وغيرها من العمليات الاستراتيجية المتقدمة للشركات والمنشأت.

## التكوين
عبارة عن عدة برامج مستقلة، حيث أن كل برنامج من هذه البرامج متخصص في مجال معين.

### مايكروسوفتداينمكسCRM
إدارة علاقات العملاء وإدارة التسويق.

### مايكروسوفت داينمكس AX
برنامج متكامل متخصص في دعم وإدارة العمليات الإدارية والمحاسبية والتشغيلية في المجال الصناعي ومبيعات الجملة والمشاريع أيضاً، ومؤخراً تم توسيع تخصصة ليتخصص أيضاً في مجال التجزئة... وهو أكبر وأفضل برامج مايكروسوفت.

### مايكروسوفت داينمكس NAV
هو في المرتبة الثانية بعد AX ولكن أكثر تخصصاً في مجال التجزئة.

### مايكروسوفت داينمكس GP
وهو أصغر برمجيات مايكروسوفت للشركات ويناسب المؤسسات الصغيرة.

### مايكروسوفت داينمكس SL
متخصص في مجال إدارة المشاريع ويباع فقط في أمريكا.

## البنية البرمجية
داينامكس 365 عبارة عن تطبيق ويب، ما يعني انه يحتوي على بنية الخادم والعميل. (Server and Client).

## منصات الاستخدام الممكنة (كـ عميل)
يمكن استخدام داينامكس 365 بخيارات مختلفة.
- من خلال متصفح الويب العادي (كروم، موزيلافايرفوكس، ايدج).
- في اوت لوك (Outlook)
- على الهواتف النقالة (تابلت، جوال)

## المكونات الأساسية لخادم داينامكس365
المكونات الأساسية لخادم داينامكس 365 هي ويب سيرفيس وقاعدة البيانات.
غالباً ما تكون قاعدة البيانات مرتبطة بسحابة إلكترونية (من امازون أو من مايكروسفت أو من ساب). لكن بنفس الوقت يمكن ربط النظام بقاعدة بيانات محلية.

## قابلية التوسع والاندماج[2]
داينامكس 365 عبارة عن نظام قابل للتوسع والتنسيق بما يناسب العميل.
حيث يمكن تنسيق النظام من خلال استخدام جافا سكربت على منصة العميل واستخدام دوت نت على منصة الخادم.

## روابط خارجية
- الموقع الرسمي مايكروسوفت - تعريف
- الموقع الرسمي مايكروسوفت - صفحة ذات صلة